# التحمض المحيطي في المحيط المتجمد الشمالي
يغطي المحيط المتجمد الشمالي مساحة 14,056000 كيلومتر مربع، ويدعم شبكة غذائية اجتماعية اقتصادية متنوعة ومهمة من الكائنات الحية، على الرغم من أن متوسط درجة حرارة الماء فيها 32 درجة فهرنهايت. شهد المحيط المتجمد الشمالي على مدى العقود الثلاثة الماضية، تغيرات جذرية بسبب التغير المناخي. تتغير مستويات الحموضة في المحيط، وتتزايد باستمرار بمعدل الضعف مقارنة بالمحيطين الهادئ والأطلسي. يعدّ تحمض المحيط المتجمد الشمالي نتيجة للتغذية الراجعة من آليات النظام المناخي، وله آثار سلبية على النظم البيئية للمحيط المتجمد الشمالي والكائنات الحية التي تعيش داخلها.

## الأسباب

### تناقص تشكل الجليد
تناقص الجليد البحري في القطب الشمالي بشكل حاد خلال العقود القليلة الماضية، إذ بلغ الحد الأدنى من مساحة الجليد البحري 4.32 مليون كيلومتر مربع في عام 2019، وشهد تناقصًا حادًا بنسبة 38% عن عام 1980، عندما كانت المساحة الدنيا 7.01 مليون كيلومتر مربع. يلعب الجليد البحري دورًا مهمًا في ازدهار المحيط المتجمد الشمالي، وكان لانخفاضه آثار ضارة على كيمياء المحيط المتجمد الشمالي. توازن جميع المحيطات غازاتها مع الغلاف الجوي عن طريق سحب ثاني أكسيد الكربون من الغلاف الجوي إلى المحيط، مما يقلل من درجة حموضة الماء.
يحد الجليد البحري من التبادل الغازي لثاني أكسيد الكربون بين الهواء والبحر، من خلال حماية الماء من التعرض الكامل للغلاف الجوي. تعد مستويات ثاني أكسيد الكربون المنخفضة مهمة للمحيط المتجمد الشمالي تبعًا للتبريد الشديد، وجريان المياه العذبة، والتمثيل الضوئي من العضويات البحرية. أدى التناقص في الجليد البحري إلى موازنة ثاني أكسيد الكربون وسحبه من مياه القطب الشمالي، مما أدى إلى زيادة الحموضة، كما سمح تناقص الجليد البحري بتدفق المزيد من مياه المحيط الهادئ إلى المحيط المتجمد الشمالي خلال فصل الشتاء، وتسمى مياه المحيط الهادئ الشتوية.
تحتوي مياه المحيط الهادئ على نسبة عالية من ثاني أكسيد الكربون، ومع تناقص كميات الجليد البحري، تدفقت المزيد من مياه المحيط الهادئ إلى المحيط المتجمد الشمالي، حاملة معها ثاني أكسيد الكربون. أدت مياه المحيط الهادئ الشتوية إلى زيادة حموضة المحيط المتجمد الشمالي، فضلاً عن زيادة عمق المياه المحمضة.

### ذوبان هيدرات الميثان
يتسبب التغير المناخي في زعزعة استقرار أنظمة مناخية متعددة داخل المحيط المتجمد الشمالي. تعدّ هيدرات الميثان إحدى الأنظمة التي يؤثر عليها التغير المناخي. توجد هيدرات الميثان على طول الحواف القارية، وتستقر بفعل الضغط المرتفع، فضلاً عن درجات الحرارة المنخفضة على نحو موحد. يزعزع التغير المناخي استقرار هيدرات الميثان داخل المحيط المتجمد الشمالي، عن طريق تقليل الضغط وزيادة درجات الحرارة، مما يسمح لهيدرات الميثان بالذوبان وإطلاق غاز الميثان في مياه القطب الشمالي. يُستخدم الميثان عند إطلاقه في الماء في التمثيل الغذائي اللاهوائي أو التمثيل الغذائي الهوائي بواسطة الكائنات الحية الدقيقة في رواسب المحيط، أو يُطلق من البحر إلى الغلاف الجوي.
تعدّ الأكسدة الهوائية الأكثر تأثيرًا على تحمض المحيطات، من خلال الكائنات الدقيقة في عمود المياه. ينتج ثاني أكسيد الكربون عن طريق تفاعل الميثان والأكسجين في الماء. يتوازن ثاني أكسيد الكربون بعد ذلك مع الماء، وينتج حمض الكربونيك، والذي يتوازن بعد ذلك لإطلاق أيونات الهيدروجين والبيكربونات ويساهم أيضًا في تحمض المحيطات.

## التأثيرات على الكائنات الحية في القطب الشمالي
تتعرض الكائنات الحية في مياه القطب الشمالي لضغوط بيئية عالية مثل الماء شديد البرودة. من المعتقد أن بيئة الضغوط البيئية العالية ستقوي تأثير عوامل تحمض المحيطات على هذه الكائنات، وقد تتسبب أيضًا في ظهور هذه التأثيرات في القطب الشمالي قبل ظهورها في أجزاء أخرى من المحيط.
هناك تباين كبير في حساسية الكائنات البحرية لزيادة تحمض المحيطات. تظهر الكائنات المتكلسة بشكل عام استجابات سلبية تجاه تحمض المحيطات بشكل أكثر من الكائنات غير المتكلسة عبر العديد من متغيرات الاستجابة، باستثناء القشريات، التي تتكلس ولكن لا يبدو أنها تتأثر سلبًا. يرجع ذلك بشكل أساسي إلى عملية التكلس البحري الحيوي، التي تستخدمها الكائنات الحية المتكلسة.

### دورة الحياة
يبدو أن تحمل ثاني أكسيد الكربون يختلف بين الكائنات البحرية المختلفة، وكذلك تحمل ثاني أكسيد الكربون في مراحل دورة الحياة المختلفة (مثل اليرقة والبالغ). المرحلة الأولى في دورة حياة المُكلِسَات البحرية المعرضة لخطر جسيم من ارتفاع نسبة ثاني أكسيد الكربون هي مرحلة اليرقات العوالق. يتأثر تطور يرقات العديد من الأنواع البحرية، وخاصة قنافذ البحر وذوات الصدفتين، بشدة بارتفاعات تركيز ثاني أكسيد الكربون في مياه البحر. رُبّيت العديد من أجنة قنفذ البحر في الاختبارات المخبرية تحت تركيزات مختلفة من ثاني أكسيد الكربون حتى تطورت إلى مرحلة اليرقات. وجد أنه بمجرد وصولهم إلى هذه المرحلة، كانت أحجام اليرقات والذراع أصغر بشكل ملحوظ، وكذلك لوحظ التشكل غير الطبيعي للهيكل العظمي مع زيادة تركيز ثاني أكسيد الكربون.
عُثر على نتائج مماثلة عند يرقات المحارات المعالجة بثاني أكسيد الكربون، والتي أظهرت انخفاضًا في حجم اليرقات بحوالي 20% وأظهرت تشوهات مورفولوجية مثل مفاصل محدبة، وأصداف أضعف وأرق، وبروز الطيلسان. يؤثر حجم جسم اليرقات أيضًا على معدلات الحصول على جزيئات الطعام والتخلص منها، وإذا كانت قواقع اليرقات أصغر أو مشوهة، فإن هذه اليرقات تكون أكثر عرضة للجوع، كما تؤدي بنى كربونات الكالسيوم أيضًا وظائف حيوية لليرقات المتكلسة، مثل الدفاع ضد الافتراس، وكذلك أدوار في التغذية والتحكم في الطفو وتنظيم درجة الحموضة.
يعتبر فراش البحر القشري (رخويات بحرية تلعب دورًا مهمًا في الشبكة الغذائية للأنظمة البيئية المختلفة) من الأنواع التي قد تتأثر بشكل خطير جراء تحمض المحيطات. قد تكون حساسة جدًا لتحمض المحيطات الناتج عن زيادة انبعاثات ثاني أكسيد الكربون البشرية المنشأ، نظرًا لامتلاكها صدفة أراغونيتية. أظهرت الاختبارات المختبرية أن التكلس يُظهر انخفاضًا بنسبة 28% في قيمة درجة الحموضة للمحيط المتجمد الشمالي المتوقع لعام 2100، مقارنةً بقيمة درجة الحموضة الحالية. يعدّ الانخفاض المقدر بنسبة 28% في ظروف درجة الحموضة المنخفضة ضمن النطاق المبلغ عنه لكائنات التكلس الأخرى مثل الشعاب المرجانية.
يتأثر كل من الجمبري البحري والشعاب المرجانية بشدة بتحمض المحيطات بعد الاستقرار وهم في يتطورون إلى مرحلة البوليبات، على عكس قنفذ البحر واليرقات ذات الصدفتين. حصلت تأثيرات وتشوهات ضمن اختبارات مختبرية على موفولوجيا الهيكل الداخلي للبوليبات المعالجة بثاني أكسيد الكربون، بالمقارنة مع النمط الشعاعي للتحكم بالبوليبات الذي لم يحصل فيه ذلك.
يمكن تفسير هذا التباين في تأثير تحمض المحيطات على مراحل دورة الحياة المختلفة للكائنات المختلفة جزئيًا من خلال حقيقة أن معظم شوكيات الجلد والرخويات تبدأ تكوين القشرة والهيكل العظمي في مرحلة اليرقات، بينما تبدأ الشعاب المرجانية بذلك في مرحلة الاستقرار، ومن ثم فإن هذه المراحل معرضة بدرجة كبيرة للتأثيرات المحتملة لتحمض المحيطات.
تلعب معظم المكلِّسات، مثل الشعاب المرجانية وشوكيات الجلد وذوات الصدفتين والقشريات، أدوارًا مهمة في النظم الإيكولوجية الساحلية، كأنواع أساسية ومعكرات أحيائية ومهندسي نظم بيئية. الشبكة الغذائية في المحيط المتجمد الشمالي مجتزأة إلى حد ما، مما يعني أنها قصيرة وبسيطة. يمكن لأي تأثيرات على الأنواع الرئيسية في الشبكة الغذائية أن تسبب آثارًا مدمرة بشكل كبير على بقية السلسلة الغذائية ككل، إذ لن يكون لها مصدر غذاء موثوق به.
إذا لم يعد لهذه الكائنات الكبيرة أي مصدر للمواد الغذائية، ستموت أيضًا في النهاية، وسيتأثر النظام البيئي للمحيط المتجمد الشمالي بأكمله. سيكون لهذا تأثير كبير على سكان القطب الشمالي الذين يصطادون أسماك القطب الشمالي من أجل لقمة العيش، بالإضافة إلى التداعيات الاقتصادية التي ستتبع مثل هذا النقص الكبير في الغذاء والدخل المعيشي لهذه العائلات.